# شهرک یثرب
شهرک یثرب یا شهرک نساجی، شهر کوچکی است از بخش مرکزی شهرستان قائم‌شهر در استان مازندران ایران.

## جمعیت
این شهرک در قائمشهر قرار داشته و براساس آخرین سرشماری مرکز آمار ایران که در سال ۱۳۸۵ صورت گرفته، جمعیت آن ۶۲۴۹ نفر (۱۵۳۸ خانوار) بوده است.